# Eloy Inos
Eloy Songao Inos (Saipã, 26 de setembro de 1949 - Seattle, 28 de dezembro de 2015) foi um político das Marianas Setentrionais. Membro do Partido Republicano, foi o governador do território associado aos Estados Unidos entre 20 de fevereiro de 2013 até sua morte.

## Carreira
Nascido em Saipã, graduou-se em 1967 e obteve um bacharelado de contabilidade na Universidade de Guam em 1981.
Depois de passar por vários cargos, foi nomeado Secretário de Finanças na administração de Benigno Fitial, em 2006, exercendo a função durante 3 anos.
Com o afastamento do então vice-governador Timothy Villagomez em 2009, após ser condenado por fraude fiscal, Eloy Inos foi escolhido por unanimidade em 1 de maio de 2009 para ocupar a vaga, exercendo-a até 20 de fevereiro de 2013, quando Fitial optou em renunciar ao posto, também sob acusações de crimes cometidos durante sua gestão.

## Morte
Inos faleceu em 28 de dezembro de 2015, em Seattle. Em seu lugar, foi empossado Ralph Torres. Era casado com Dolores Agulto e tinha 5 filhos.

## Links
- Biografia do governador das Marianas Setentrionais, Eloy Inos (em inglês) | Precedido por Benigno Fitial | Governador das Marianas Setentrionais 2013-2015 | Sucedido por Ralph Torres |